# Gambroides dammermani
Gambroides dammermani là một loài tò vò trong họ Ichneumonidae.